# Michel Reimon
Michel Reimon (né le 11 juillet 1971 à Eisenstadt) est un homme politique autrichien membre des Verts - L'Alternative verte.

## Biographie
Il devient député européen le 25 mai 2014. Il siège au sein du Groupe des Verts/Alliance libre européenne, et est membre de la Commission de l'industrie, de la recherche et de l'énergie.